# هاشم بن القاسم الكناني
هاشم بن القاسم الكناني من تابعي التابعين وأحد الثقات من رواة الحديث من بني ليث من قبيلة كنانة.

## نبذة عنه
- هو: هاشم بن القاسم الليثي الكناني نسبة إلى ليث بن بكر بن عبد مناة بن كنانة بن خزيمة بن مدركة بن إلياس بن مضر بن نزار بن معد بن عدنان.

وهو من أهل خراسان ونزل بغداد.

## روايته للحديث
كان ثقة. روى عن سليمان بن المغيرة وشُعبة والمسعوديّ وابن أبي ذئْب وحَريز بن عثمان وزهير بن معاوية ومحمّد بن طلحة بن مُصَرَّف وأبي جعفر الرازيّ وشريك وغيرهم.

## وفاته
توفي ببغداد لغرة ذي القعدة سنة سبع ومائتين هجرية في خلافة المأمون ودفن في مقابر عبد الله بن مالك.